# Капитални брод
| Галија |

| Дракар |
| Кога   |
| Карака |

| Каравела |
| Галеон   |

| Корвета       |
| Фрегата       |
| Линијски брод |

| Монитор             |
| Заштићена крстарица |
| Оклопни крсташ      |
| Предреднот          |

| Бојни брод     |
| Разарач        |
| Бојни крсташ   |
| Торпиљарка     |
| Подморница     |
| Носач авиона   |
| Лака крстарица |

| Галија |

| Дракар |
| Кога   |
| Карака |

| Каравела |
| Галеон   |

| Корвета       |
| Фрегата       |
| Линијски брод |

| Монитор             |
| Заштићена крстарица |
| Оклопни крсташ      |
| Предреднот          |

| Бојни брод     |
| Разарач        |
| Бојни крсташ   |
| Торпиљарка     |
| Подморница     |
| Носач авиона   |
| Лака крстарица |

Капитални брод (енгл. capital ship) је појам који описује највећи, најјачи или најважнији ратни брод у саставу ратне морнарице једне државе.
Поморска доктрина неке државе је често темељена на употреби капиталних бродова, а њихова заштита од непријатељског напада представља важан задатак свих осталих бродова и морнаричких ресурса.
Класичан пример капиталног брода је линијски брод који се развио у 17. веку. Њега је средином 19. века наследила оклопњача, односно бојни брод, да би у 20. веку статус капиталног брода добио носач авиона, који га има и данас.

## Дефиниција
Појам капитални брод усвојили су Енглези и Холанђани у 17. веку за линијски брод - ратни брод највеће ватрене моћи. Појам се губи у 18. веку, да би се поново увео Вашингтонским уговором о ограничењу поморског наоружања из 1922, за ратни брод депласмана преко 10.000 т (изузев носача авиона), наоружаног топовима калибра преко 203 мм. Ова дефиниција капиталног брода примењивала се и у доцнијим уговорима о поморском наоружању (Лондонски из 1939. и 1936). До Другог светског рата у ту категорију убрајали су се бојни брод и бојни крсташ.

## Стратешке импликације
Обично не постоји формални критеријум за класификацију, али је то користан концепт у поморској стратегији; на пример, дозвољава поређење између релативне морнаричке снаге у позоришту операција без потребе за разматрањем специфичних детаља тонаже или пречника топова.
Значајан пример за то је Маханова доктрина, која је примењена у планирању одбране Сингапура у Другом светском рату, где је Краљевска морнарица морала да одлучи о расподели својих бојних бродова и бојних крсташа између Атлантског и Пацифичког позоришта. Маханову доктрину је такође применила Јапанска царска морнарица, што је довело до њеног превентивног напада на Перл Харбор и бојне бродове Пацифичке флоте САД. Поморска природа Пацифичког театра операција, које се чешће назива Пацифички рат, захтевала је да Морнарица Сједињених Држава углавном распореди своје бојне бродове и носаче авиона на Пацифику. Рат у Европи је првенствено био копнени рат; сходно томе, немачка површинска флота је била мала, а пратећи бродови коришћени у бици за Атлантик углавном су били разарачи и пратња разарача за супротстављање претњи подморницама.

## Доба једара
Пре појаве морнарице у потпуности од челика у касном 19. веку, главни брод током Доба једара се генерално схватао као брод који је према систему оцењивања Краљевске морнарице за линијски брод као пловило првог, другог, трећег или четвртог степена:
- Први степен: 100 или више топова, обично се носе на три или четири палубе. Четворопалуби су страдали на немирном мору, а најнижа палуба је ретко могла да пуца осим у мирним условима
- Други степен: 90–98 топова.
- Трећи степен: 64 до 80 топова (трећеразредни бродови са 64 топа били мали и нису били много бројни у било којој ери).
- Четврти степен: 46 до 60 топова. До 1756. признато је да су ови бродови сувише слаби да би могли да стану у борбену линију, те да су пребачени на помоћне дужности, иако су такође служили у плитком Северном мору и америчким приморјима где већи линијски бродови нису могли да плове.

Фрегате су биле бродови петог степена; шести степен су чиниле мале фрегате и корвете. Пред крај Наполеонових ратова и крајем 19. века, неке веће и моћније фрегате су класификоване као припадници четвртог степана.

## Бојни брод / бојни крсташ
Термин „капитални брод“ је први пут скован 1909. године и формално дефинисан у уговорима о ограничењу из 1920-их и 1930-их у Вашингтонском поморском споразуму, Лондонском поморском уговору и Другом лондонском поморском споразуму. Ово се углавном односило на бродове који су произашли из револуције дредноута; бојне бродове дредноте (такође првобитно познате као дредноти, а касније као бојни бродови) и бојне крстарице.
У 20. веку, посебно у Првом и Другом светском рату, типични капитални бродови би били бојни бродови и бојне крстарице. Сви наведени бродови су били са депласманом од близу 20.000 тона или тежи, са топовима великог калибра и тешком оклопном заштитом.
Крстарице, иако су били важни бродови, нису сматрани капиталним бродовима. Изузетак од наведеног у Другом светском рату била је крстарица класе Дојчланд. Иако је ова класа била технички слична тешкој крстарици, додуше споријој, али са знатно тежим топовима, неки су их сматрали капиталним бродовима (отуда британска ознака „џепни бојни брод”) јер су били једна од ретких тешких површинских јединица Кригсмарине. Америчка крстарица класе Аљаска, бојна крстарица холандског дизајна 1047 и крстарица јапанског дизајна Б-65, посебно планирана да се супротстави тешким крстарицама које су градили њихови поморски ривали, описани су као „супер крстарице“, „велике крстарице“ или чак „ неспутане крстарице“, при чему су неки заговарали да се чак сматрају и бојним крстарицама, међутим никада нису класификовани као капитални бродови.
Током Хладног рата, совјетска велика ракетна крстарица класе Киров имала је депласман довољно велик да се може такмичити са бојним бродовима и крузерима из доба Другог светског рата, што је можда дефинисало нови капитални брод за то доба. У погледу техничког дизајна, међутим, Киров је једноставно велика крстарица са вођеним пројектилима са нуклеарним погоном.

## Носач авиона
До касне 1942. године су се носачи авиона универзално сматрали капиталним бродовима. Само носачи флоте пуне величине (било да су наменски направљени или претворени из трупа бојних бродова/бојних крсташа) сматрани су капиталним бродовима, док лаки носачи (који често користе труп крстарица) и пратећи носачи (који често користе трупове трговачких бродова) нису. Морнарица САД је била присиљена да се првенствено ослања на своје носаче авиона након што је напад на Перл Харбор потопио или оштетио осам њених бојних бродова Пацифичке флоте.
У 21. веку, носач авиона је последњи преостали капитални брод, са способношћу дефинисаном доступним палубама и авионима по палуби, а не у топовима и калибрима. Сједињене Државе поседују надмоћ у обе савремене категорије носача авиона, поседујући 11 активних суперносача, сваки способан да носи и лансира скоро 100 тактичких авиона, и девет амфибијских јуришних бродова који су у конфигурацији „контролни брод за море“ еквивалентни лаким носачима VSTOL којима управљају други народи.

## Нуклеарне подморнице
Подморнице са балистичким пројектилима (или „бумери“), иако су важни бродови и слични по тонажи раним бојним бродовима, обично се рачунају као део националних снага за нуклеарно одвраћање и не деле мисију контроле мора традиционалних капиталних бродова. Ипак, многе морнарице, укључујући Краљевску морнарицу и Морнарицу Сједињених Држава, сматрају ове бродове капиталним бродовима и дали су некима од њих имена која су се раније користила за бојне бродове, нпр. Дреднот и Вангард.

## Именовање
Неке морнарице резервишу посебна имена за своје капиталне бродове. Имена резервисана за капиталне бродове укључују шефове држава (нпр. Бизмарк), важна места, историјски важне морнаричке официре или адмиралитет (нпр. Де Рајтер), историјске догађаје или објекте (нпр. УСС Конституција) и традиционалне називе (нпр. ХМС Арк Ројал). Међутим, постоје неки изузеци од овог правила.
Почевши од УСС Текас (први амерички бојни брод), главни амерички бродови су традиционално називани по америчким државама. Крстарице се обично називају по америчким територијама (нпр. крстарице класе Аљаска непосредно пре и током Другог светског рата) или градовима САД. Пре и током Другог светског рата, Јапанска царска морнарица је такође следила праксу именовања бојних бродова по провинцијама (нпр. Јамато).
Упркос њиховом значају за модерне флоте, Америчка морнарица никада није именовала носаче авиона по америчким државама. Данас се амерички носачи авиона обично називају по политичарима и другим личностима истакнутим у историји Америчке морнарице као што су Џералд Р. Форд и Честер В. Нимиц.
Почевши од прве класе подморница  опремљених балистичким пројектилима Тридент (тј. класе Охајо), називи држава су коришћени за америчке нуклеарне подморнице. Претходне подморнице са балистичким пројектилима (нпр. подморнице опремљене ракетама Посејдон) нису биле именоване по државама. Након завршетка последње подморнице балистичких пројектила класе Охајо, називи држава су такође коришћени за јуришне подморнице (нпр. класа Вирџинија). Раније јуришне подморнице су обично називане по морским животињама или, почевши од класе Лос Анђелес, градовима и местима.